# Lijst van afleveringen van Breakout Kings
Dit is een lijst van afleveringen van de Amerikaanse televisieserie Breakout Kings, die worden uitgezonden door televisienetwerk A&E. Het eerste seizoen ging op 6 maart 2011 in première, seizoen 2 deed dit op 4 maart 2012.
Seizoen 1 werd geheel opgenomen in Toronto, seizoen 2 werd opgenomen in Baton Rouge.

## Plot
Seizoen 1: De US Marshalls Charlie Duchamp en Ray Zancanelli zijn de regels en ouderwetse methoden zat als het gaat om voortvluchtige gevangenen en nemen het heft in eigen handen door een nieuwe aanpak te introduceren waar ze (oud-)gevangen gebruiken om voortvluchtige gevangenen te achterhalen. Per voortvluchtige die ze vangen krijgen ze één maand strafvermindering. 
Seizoen 2: De Breakout Kings zijn terug nadat ze een maand niet hebben gejaagd achter een voortvluchtige. Ze krijgen te maken met Damien Fontleroy, een gevaarlijke moordenaar die tien jaar eerder door toedoen van Lloyd Lowery in de gevangenis is geraakt. Damien vermoordt Charlie en hij ontsnapt. Ray Zancanelli krijgt zijn penning terug en wordt de leider van het team. Ze zullen niet rusten totdat Damien gevangen is.

## Prison Break verwijzingen
Seizoen 1: in aflevering 3 speelt Robert Knepper zijn Prison Break-personage Theodore "T-Bag" Bagwell, die weer ontsnapt uit Fox River State Penitentiary. Andere Prison Break-personages worden aangeduid als "The Fox River 8".
Seizoen 2: in de aflevering Freakshow is Michael Scofield op een tv-scherm te zien.

## Hoofdpersonages
| Personage              | Te zien in           | Te zien in           | Te zien in           | Te zien in           | Te zien in           |
| Personage              | Seizoen 1 (2011)     | Seizoen 2 (2012)     |                      |                      |                      |
| ---------------------- | -------------------- | -------------------- | -------------------- | -------------------- | -------------------- |
| Charlie Duchamp        | Laz Alonso           | Laz Alonso           | Laz Alonso           | Laz Alonso           | Laz Alonso           |
| Ray Zancanelli         | Domenick Lombardozzi | Domenick Lombardozzi | Domenick Lombardozzi | Domenick Lombardozzi | Domenick Lombardozzi |
| Julianne "Jules" Simms | Brooke Nevin         | Brooke Nevin         | Brooke Nevin         | Brooke Nevin         | Brooke Nevin         |
| Sean "Shea" Daniels    | Malcolm Goodwin      | Malcolm Goodwin      | Malcolm Goodwin      | Malcolm Goodwin      | Malcolm Goodwin      |
| Erica Reed             | Serinda Swan         | Serinda Swan         | Serinda Swan         | Serinda Swan         | Serinda Swan         |
| Dr. Lloyd Lowery       | Jimmi Simpson        | Jimmi Simpson        | Jimmi Simpson        | Jimmi Simpson        | Jimmi Simpson        |

## Afleveringen

### Seizoen 1
| Seizoen | Afleveringen | Originele uitzenddata | Originele uitzenddata |
| Seizoen | Afleveringen | Seizoenspremière      | Seizoensfinale        |
| ------- | ------------ | --------------------- | --------------------- |
| 1       | 13           | 6 maart 2011          | 30 mei 2011           |

| Aflevering | Schrijver                        | Regie              | Uitzenddatum VS | Gevangenis van ontsnapping               | Ontsnapte gevangenen                                                     |
| --- | -------------------------------- | ------------------ | --------------- | ---------------------------------------- | ------------------------------------------------------------------------ |
| 1. Pilot | Matt Olmstead & Nick Santora     | Gavin Hood         | 6 maart 2011    | Fishkill Correctional Facility           | August Tillman                                                           |
| August Tillman, een veroordeelde moordenaar, ontsnapt uit de gevangenis. US Marchal Charlie Duchamp werft de hulp van een voormalig US Marchal Ray Zancanelli. Ze zijn de regels en ouderwetse methoden zat als het gaat om voortvluchtige gevangenen en nemen het heft in eigen handen door een nieuwe aanpak te introduceren. Ze vragen de gevangenen Fritz Gunderson, Shea Daniels, Philly Rotchliffer en Lloyd Lowery om hulp om August Tillman terug te vinden. Fritz Gunderson wordt uit het team gezet wegens het stelen van een mes, en Philly Rotchliffer wordt ook uit het team gezet na het voorbereiden van haar ontsnapping. |                                  |                    |                 |                                          |                                                                          |
| 2. Collected | Nick Santora                     | Adam Arkin         | 13 maart 2011   | Clayton Penitentiary                     | Xavier Price                                                             |
| Nu Fritz Gunderson en Philly Rotchliffer uit het team zijn gezet, komt er een vervanger genaamd Erica Reed, die in de gevangenis zit voor het vermoorden van de vijf moordenaars van haar vader. Samen met Ray, Charlie, Shea en Lloyd gaan ze Xavier Price, die ontsnapt is uit Clayton Penitentiary, opsporen. |                                  |                    |                 |                                          |                                                                          |
| 3. The Bag Man | Nick Santora                     | Sanford Bookstaver | 20 maart 2011   | Fox River State Penitentiary             | Theodore Bagwell                                                         |
| Theodore "T-Bag" Bagwell, onderdeel van 'The Fox River 8' enkele jaren geleden, wordt voor een nieuwe handprothese overgeplaatst. Tijdens zijn overplaatsing vermoordt hij de bewaker en chauffeur, om wraak te kunnen nemen op de verkrachters van zijn op sterven liggende moeder. T-bag vermoordt in minder dan een dag 7 mensen. Zodra hij in het ziekenhuis bij zijn moeder komt wordt hij opgepakt door Ray en Charlie, maar hij mag eerst afscheid nemen van zijn moeder. In de slotscène vertelt Lloyd dat T-bag een gebroken machine is en niet meer gemaakt kan worden. T-bag lacht en zegt tegen zichzelf "Had je gedacht". Opmerking: In deze aflevering speelt Robert Knepper zijn Prison Break-personage Theodore "T-Bag" Bagwell, die weer ontsnapt uit Fox River State Penitentiary. Andere Prison Break-personages worden vernoemd als "The Fox River 8". |                                  |                    |                 |                                          |                                                                          |
| 4. Out of the Mouths of Babes | Kimberly Mercado & Nick Santora  | Michael Waxman     | 27 maart 2011   | Souza-Baranowski Correctional Center     | Joe Ramsey                                                               |
| Joe Ramsey, een veroordeelde pedofiel, ontsnapt en lijkt wraak te nemen op Tess Samuels, zijn eerste slachtoffer. Lloyd komt erachter dat Joe eigenlijk onschuldig is en probeert alleen zijn onschuld te bewijzen. De echte pedofiel is de vader van Tess. |                                  |                    |                 |                                          |                                                                          |
| 5. Queen of Hearts | Matt Olmstead                    | Jonathan Glassner  | 3 april 2011    | Bixell Corerectional Facility            | Lilah Tompkins                                                           |
| Lilah Tompkins dreigt de zoon van een bewaker te vermoorden als hij haar niet helpt te ontsnappen. Als haar plannen mislukken probeert ze haar zoon te vermoorden en zelfmoord te plegen, maar dit kan door Ray voorkomen worden. |                                  |                    |                 |                                          |                                                                          |
| 6. Like Father, Like Son | Dan Dratch                       | Billy Gierhart     | 10 april 2011   | Federal Corrections Institution          | Christian Beaumont                                                       |
| Christian Beaumont ontsnapt en heeft plannen voor een reeks aanslagen, om zijn idool te eren. Hij begint met het bombarderen van een postkantoor en pleegt zelfs een aanslag op Charlies vrouw, maar dit laatste mislukt. Hij wordt tegengehouden en opgepakt door Ray. |                                  |                    |                 |                                          |                                                                          |
| 7. Fun with Chemistry | Michael Gilvary                  | Gloria Muzio       | 17 april 2011   | Wallkill Correctional Faciily            | Mars O`Connel                                                            |
| Mars O'Connel ontsnapt door tijdens de bezoekuren Starla Roland te gijzelen, maar Starla bijkt Mars' vriendin te zijn. Samen proberen ze te vluchten en vermoorden daarbij tientallen mensen. Mars en Starla worden opgepakt door een plan van Ray. |                                  |                    |                 |                                          |                                                                          |
| 8. Steaks | Dan Dratch                       | Phil Abraham       | 24 april 2011   | Cayuga Correctional Facility             | Carl McCann & Oliver Day                                                 |
| Carl McCann vergiftigt een gevangene. Samen met Oliver Day verstopt hij zich in de doodskist die voor zijn slachtoffer bedoeld was. Eenmaal op het kerkhof vluchten ze om op zoek te gaan naar 100.000 dollar die ergens verstopt ligt. |                                  |                    |                 |                                          |                                                                          |
| 9. One for the Money | Benjamin Klang & Mary Trahan     | Jean de Segonzac   | 1 mei 2011      | Orleans Correctional Facility            | Andrew Brennan                                                           |
| Andrew Brennan, leider van een internationale organisatie van juwelendieven, ontsnapt door een gevecht te starten. Enkele uren later komen ze er pas achter dat hij weg is. |                                  |                    |                 |                                          |                                                                          |
| 10. Paid in Full | Benjamin Klang & Michael Gilvary | Mel Damski         | 8 mei 2011      | McCollum-Walker Correctional Facility    | Virgil Downing                                                           |
| Het team wordt deze keer opgeroepen voor het opsporen van de huurmoordenaar Virgil Downing. Hij is ontsnapt met de hulp van een gevangenisbewaker, die hem ook ingehuurd heeft voor het vermoorden van de verkrachters van zijn dochter Genevieve Krause. |                                  |                    |                 |                                          |                                                                          |
| 11. Off the Beaten Path | Kimberly Mercado & Mary Trahan   | Billy Gierhart     | 15 mei 2011     | MSunnybrook Psychiatric Detention Center | Bennett Ballester                                                        |
| Bennett Ballester, een psychiatrisch patiënt, is geobsedeerd door Debbie Myers, een presentatrice van een kinderprogramma. Hij ontsnapt tijdens een uitstap en ontvoert Debbie Myers die hij met volle maan wil offeren in een groot natuurgebied. Fritz Gunderson, een voormalig lid van de Breakout Kings, wordt gevraagd om hulp omdat hij het natuurgebied goed kent. Eenmaal in het natuurgebied blijkt die hulp niet nodig te zijn. Erica kent deze plek ook goed; hier heeft ze een van haar slachtoffers vermoord. |                                  |                    |                 |                                          |                                                                          |
| 12. There are Rules | Nick Santora                     | Gavin Hood         | 22 mei 2011     | Attica Correctional Facility             | Ronald Barnes, Chester Rhodes, Carlos Zepeda, Tran Jun, & Sandy Clemente |
| Een vrachtwagen breekt door de muur van de Attica Correctional Facility. Ronald Barnes, Chester Rhodes, Carlos Zepeda, Tran Jun en Sandy Clemente ontsnappen. Ze worden allemaal verraden door Ronald Barnes, het brein achter de ontsnapping. |                                  |                    |                 |                                          |                                                                          |
| 13. Where in the World Is Carmen Vega | Matt Olmstead & Michael Gilvary  | Guy Ferland        | 30 mei 2011     | Edgecome Female Penitentiary             | Carmen Vega                                                              |
| Veroordeelde drugssmokkelaar Carmen Vega laat haar oudste zoon vermoorden. Ze krijgt toestemming om de begrafenis bij te wonen. Hier worden echter alle bewakers vermoord. Carmen blijkt ook banden te hebben met een directeur van de US Marchals en door dit verraad lijkt het dat Shea de verrader is. |                                  |                    |                 |                                          |                                                                          |

### Seizoen 2
| Seizoen | Afleveringen | Originele uitzenddata | Originele uitzenddata |
| Seizoen | Afleveringen | Seizoenspremière      | Seizoensfinale        |
| ------- | ------------ | --------------------- | --------------------- |
| 2       | 10           | 4 maart 2012          | 6 mei 2012            |

| Aflevering | Schrijver | Regie | Uitzenddatum VS | Gevangenis van ontsnapping | Ontsnapte gevangenen                    |
| --- | --------- | ----- | --------------- | -------------------------- | --------------------------------------- |
| 1. An Unjust Death | -         | -     | 4 maart 2012    | -                          | Damien Fontleroy & Brent Howson         |
| In deze aflevering ontsnapt een meedogenloze seriemoordenaar. Lloyd is als getuige opgetreden in zijn rechtszaak en maakt zich zorgen om zijn veiligheid. Charlie wordt promotie aangeboden. Dit zal voor een van de teamleden de laatste zaak zijn. |           |       |                 |                            |                                         |
| 2. Round Two | -         | -     | 11 maart 2012   | -                          | Victor Mannion,Brody Ardell & Pat Duffy |
| Victor Mannion is meedogenloos slim, maar helaas ook in- en inslecht. Hij ontsnapt uit de gevangenis en gaat op zoek naar de negen miljoen dollar die hij gestolen had maar die nooit teruggevonden is door de autoriteiten.                         |           |       |                 |                            |                                         |
| 3. Double Down | -         | -     | 18 maart 2012   | -                          | Travis Muncey                           |
| (nog geen beschrijving) |           |       |                 |                            |                                         |
| 4. Cruz Control | -         | -     | 25 maart 2012   | -                          | Benny Cruz                              |
| (nog geen beschrijving) |           |       |                 |                            |                                         |
| 5. Self Help | -         | -     | 1 april 2012    | -                          | Ronny Marcum                            |
| (nog geen beschrijving) |           |       |                 |                            |                                         |
| 6. I Smell Emmy | -         | -     | 8 april 2012    | -                          | Emmy Sharp                              |
| (nog geen beschrijving) |           |       |                 |                            |                                         |
| 7. Ain't Love (50) Grand | -         | -     | 15 april 2012   | -                          | Rodney Cain                             |
| (nog geen beschrijving) |           |       |                 |                            |                                         |
| 8. SEALd Fate | -         | -     | 22 april 2012   | -                          | Jonah Whitman                           |
| (nog geen beschrijving) |           |       |                 |                            |                                         |
| 9. Freakshow | -         | -     | 29 april 2012   | -                          | Max Morris                              |
| Max Morris, de ontsnappingskoning, ontsnapt opnieuw uit de gevangenis en zint op wraak tegenover zijn stiefbroer. Lloyd krijgt nog steeds telefoontjes van Damien.                                                                                   |           |       |                 |                            |                                         |
| 10. Served Cold | -         | -     | 6 mei 2012      | -                          | Damien Fontleroy                        |
| Damien heeft de dochter van Ray gekidnapt, ze heeft nog voor vier uur zuurstof. De Breakout Kings moeten Damiens spel spelen om haar te bevrijden. Damien probeert Lloyd mentaal te breken.                                                          |           |       |                 |                            |                                         |